# هايكه فيشر
هايك فيشر (بالألمانية: Heike Fischer)‏ (و. 1982  م) هي غطاسة من ألمانيا، وألمانيا الشرقية، ولدت في دمين، شاركت في الألعاب الأولمبية الصيفية 2008، والألعاب الأولمبية الصيفية 2004، وDiving at the 2008 Summer Olympics – Women's synchronized 3 metre springboard ‏.

## روابط خارجية
- هايك فيشر على موقع الاتحاد الدولي للسباحة (الإنجليزية)
- هايك فيشر على موقع قاعدة بيانات الغوص IAT (الألمانية)
- هايك فيشر على موقع اللجنة الأولمبية الدولية (الإنجليزية)
- هايك فيشر على موقع أوليمبيديا (الإنجليزية)